# Moviment harmònic simple

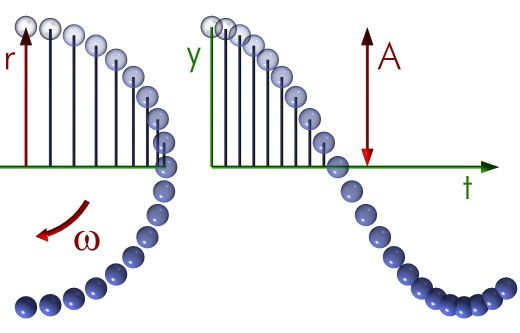
Moviment harmònic simple, representació gràfica

En cinemàtica s'anomena moviment harmònic a aquell trajectòria on un mòbil passa periòdicament pels mateixos punts de la seva trajectòria. Quan el període d'un moviment harmònic és constant, s'anomena moviment harmònic simple (MHS).
Un MHS es produeix típicament quan un mòbil al qual s'ha donat una certa amplitud i/o velocitat inicials es troba sotmès als efectes d'una força conservativa. L'exemple més típic és una molla que puja i baixa quan l'estirem una mica.

## Magnituds i caracterització del MHS
- Amplitud ({\displaystyle A}): és l'amplada de l'oscil·lació, mesurada des del centre fins a un dels extrems.
- Freqüència angular ({\displaystyle \omega }): també anomenada velocitat angular o pulsació, ens indica quina és la velocitat del moviment. Es mesura en 'radiants per segon' ({\displaystyle rad/s}). A l'MHS de trajectòria circular se simbolitza amb la lletra {\displaystyle \Omega }
- Període (T): és el temps emprat pel mòbil per completar un cicle de l'MHS. És l'invers de la freqüència.
- Freqüència (f): és el nombre de cicles per unitat de temps. És l'invers del període. Es mesura en 'hertz' ({\displaystyle Hz=s^{-1}}).

{\displaystyle \omega =2\pi f={\frac {2\pi }{T}}}
{\displaystyle T={\frac {1}{f}}={\frac {2\pi }{\omega }}\Leftrightarrow f={\frac {1}{T}}={\frac {\omega }{2\pi }}}
- Fase ({\displaystyle \theta }): Ens indica en quin moment del cicle es troba el mòbil. De fet, és el terme que es troba dins la funció trigonomètrica en les equacions del model matemàtic.

{\displaystyle \theta =\phi _{0}+\omega t\ }

## Modelització
Les següents equacions/funcions permeten expressar la posició, velocitat i acceleració d'un mòbil en MHS en funció del temps:
{\displaystyle x(t)=x_{0}+A\sin(\phi _{0}+\omega t)\ }
{\displaystyle v(t)=A\omega \cos(\phi _{0}+\omega t)\ }
{\displaystyle a(t)=-A\omega ^{2}\sin(\phi _{0}+\omega t)\ }

### Resolució de l'equació diferencial
L'equació diferencial que regeix el moviment harmònic simple (MHS) és, com es pot veure en la caixa desplegable de dalt,
{\displaystyle {d^{2}x \over dt^{2}}+\omega ^{2}x=0}
Aquesta equació es pot classificar com una equació diferencial ordinària, lineal, homogènia, amb coeficients constants d'ordre 2.
La manera més comuna de resoldre aquest tipus d'equació és fent la hipòtesi que les solucions particulars són de la forma {\displaystyle x(t)=e^{zt}}. Fent aquesta substitució s'obté:
{\displaystyle {\frac {d^{2}}{dt^{2}}}(e^{zt})+\omega ^{2}e^{zt}=z^{2}e^{zt}+\omega ^{2}e^{zt}=0\Longrightarrow z^{2}+\omega ^{2}=0\Longrightarrow z=\pm \omega i}
Per tant, hem trobat dues solucions particulars a la nostra equació diferencial: {\displaystyle x_{1}=e^{\omega it},x_{2}=e^{-\omega it}}. La teoria de solucions de les equacions diferencials lineals ens diu que qualsevol equació diferencial lineal homogènia de grau n té n solucions particulars linealment independents i que la solució general de l'equació és una combinació lineal d'aquestes solucions particulars. Per veure si el nostre conjunt de dues solucions és linealment independent, calculem el Wronskià del conjunt:
{\displaystyle W(e^{\omega ti},e^{-\omega ti})\equiv {\begin{vmatrix}e^{\omega ti}&e^{-\omega ti}\\\omega ie^{\omega ti}&-\omega ie^{-\omega ti}\end{vmatrix}}=-2\omega i}
Com que el moviment harmònic simple imposa que ω≠0, ja que en el cas ω=0 no hi ha oscil·lacions i, per tant, no parlem de moviment harmònic, aleshores el Wronskià és diferent de 0 i les dues solucions formen un conjunt linealment independent.
Com hem dit, a partir d'un conjunt de dues solucions particulars linealment independents podem escriure la solució general de l'equació fent la combinació lineal:
{\displaystyle x(t)=k_{1}x_{1}(t)+k_{2}x_{2}(t)=k_{1}e^{i\omega t}+k_{2}e^{-i\omega t}}
Que podem arreglar fent servir la fórmula d'Euler {\displaystyle e^{i\theta }=\cos(\theta )+i\sin(\theta )}, ja que ω és un nombre real.
{\displaystyle x(t)=k_{1}[\cos(\omega t)+i\sin(\omega t)]+k_{2}[\cos(\omega t)-i\sin(\omega t)]]=(k_{1}+k_{2})\cos(\omega t)+i(k_{1}-k_{2})\sin(\omega t)=c_{1}\cos(\omega t)+c_{2}\sin(\omega t)}
On {\displaystyle c_{1}=k_{1}+k_{2}} i {\displaystyle c_{2}=i(k_{1}-k_{2})} són constants arbitraries.
Existeixen altres maneres de resoldre l'equació diferencial, mostrarem també la resolució utilitzant les transformades de Laplace, ja que tot i ser més complexa matemàticament requereix molts menys teoremes i permet resoldre l'equació sense fer les suposicions que s'han fet en l'anterior demostració.

#### Resolució per transformades de Laplace
Retornem a l'equació 
{\displaystyle {d^{2}x \over dt^{2}}+\omega ^{2}x={\ddot {x}}+\omega ^{2}x=0}
Calculem la transformada de Laplace de l'equació:
{\displaystyle {\mathcal {L}}\{{\ddot {x}}+\omega ^{2}x\}\equiv {\mathcal {L}}\{0\}=0}
Aplicant la linealitat de la transformada {\displaystyle {\mathcal {L}}\{af(x)+bg(x)\}=a{\mathcal {L}}\{f(x)\}+b{\mathcal {L}}\{g(x)\}}i la propietat de la derivada {\displaystyle {\mathcal {L}}\{{\ddot {x}}\}=s^{2}{\mathcal {L}}\{x\}-sx(0)-{\dot {x}}(0)} i anomenant {\displaystyle c_{0}={\dot {x}}(0),c_{1}=x(0)}
{\displaystyle s^{2}{\mathcal {L}}\{x\}-sc_{1}-c_{0}+\omega ^{2}{\mathcal {L}}\{x\}=0\Longrightarrow (s^{2}+\omega ^{2}){\mathcal {L}}\{x\}=sc_{1}+c_{0}\Longrightarrow {\mathcal {L}}\{x\}={\frac {sc_{1}+c_{0}}{s^{2}+\omega ^{2}}}=c_{1}{\frac {s}{s^{2}+\omega ^{2}}}+{\frac {c_{0}}{\omega }}{\frac {\omega }{s^{2}+\omega ^{2}}}}
Ara només hem d'aplicar la transformada inversa, ja que evidentment: {\displaystyle {\mathcal {L}}^{-1}\{{\mathcal {L}}\{x\}\}=x}, si definim {\displaystyle c_{2}={\frac {c_{0}}{\omega }}} i fem servir que la transformada inversa de Laplace també és lineal, obtenim:
{\displaystyle x=c_{1}{\mathcal {L}}^{-1}{\bigg \{}{\frac {s}{s^{2}+\omega ^{2}}}{\bigg \}}+c_{2}{\mathcal {L}}^{-1}{\bigg \{}{\frac {\omega }{s^{2}+\omega ^{2}}}{\bigg \}}}
Que, buscant en una taula de transformades de Laplace veiem que:
{\displaystyle x(t)=c_{1}\cos(\omega t)+c_{2}\sin(\omega t)}

#### Altres formes de la solució
Hem vist que la solució de l'equació diferencial és
{\displaystyle x(t)=c_{1}\cos(\omega t)+c_{2}\sin(\omega t)}
Aquesta equació, que té dues constants definides com:
{\displaystyle c_{1}\equiv x(t=0s)}
{\displaystyle c_{2}\equiv x{\bigg (}t={\frac {\pi }{2}}s{\bigg )}={\frac {v(t=0s)}{\omega }}}
En general aquestes constants poden no ser fàcils de calcular i poden no donar massa informació sobre el moviment, en comptes d'això és comú trobar la solució del MHS en una forma diferent.
Definim dues constants noves, alternatives (l'equació general d'una equació diferencial de segon ordre sempre necessitarà dues constants arbitràries):
{\displaystyle A={\sqrt {c_{1}^{2}+c_{2}^{2}}}}
{\displaystyle \phi _{0}=\arctan {\bigg (}{\frac {c_{1}}{c_{2}}}{\bigg )}}
Substituint aquestes dues constants a la solució que hem trobat la podem reescriure com
{\displaystyle x(t)=A\sin(\omega t+\phi _{0})}
Que és la forma més comuna de veure la solució de l'equació del moviment harmònic simple

### Punts singulars
Quan la partícula es troba al centre del moviment:
{\displaystyle \theta =\phi _{0}+\omega t=0\ {\acute {o}}\ \pi }
- {\displaystyle x=0\ }
- {\displaystyle v_{m{\grave {a}}x}=\pm A\omega \ }
- {\displaystyle a=0\ }

Quan la partícula es troba en algun dels extrems:
{\displaystyle \theta =\phi _{0}+\omega t={\frac {\pi }{2}}\ {\acute {o}}\ {\frac {3\pi }{2}}}
- {\displaystyle x_{m{\grave {a}}x}=\pm A\ }
- {\displaystyle v=0\ }
- {\displaystyle a_{m{\grave {a}}x}=\pm A\omega ^{2}\ }

## Energia en l'MHS
L'energia d'un mòbil en MHS té dues contribucions: l'energia potencial deguda a la presència d'una força conservativa i l'energia cinètica deguda a la velocitat del mòbil. L'energia mecànica es conserva (és obvi, ja que no hi ha forces no conservatives que puguin modificar-la). Per tant, podem calcular-la en qualsevol punt de la trajectòria; no obstant els extrems i el centre són preferibles, ja que en aquests punts una de les dues contribucions s'anul·la.
{\displaystyle E_{m}=E_{c}+E_{p\,el}={\frac {1}{2}}mv^{2}+{\frac {1}{2}}Kx^{2}}
En el centre {\displaystyle x=0} i per tant:
{\displaystyle E_{m}={\frac {1}{2}}mv_{m{\grave {a}}x}^{2}={\frac {1}{2}}m\left(A\omega \right)^{2}}
En un extrem {\displaystyle v=0} i per tant:
{\displaystyle E_{m}={\frac {1}{2}}Kx_{m{\grave {a}}x}^{2}={\frac {1}{2}}KA^{2}}

## MHS amb trajectòria circular: pèndol
Quan la trajectòria que segueix el mòbil és circular en comptes de recta, el funcionament no varia respecte als casos anteriors, sinó que només canvia la nomenclatura de moviment rectilini per la de moviment circular. Llavors les equacions quedarien:
{\displaystyle \phi (t)=\phi _{0}+\Phi \sin(\theta _{0}+\Omega t)\ }
{\displaystyle \omega (t)=\Phi \Omega \cos(\theta _{0}+\Omega t)\ }
{\displaystyle \alpha (t)=-\Phi \Omega ^{2}\sin(\theta _{0}+\Omega t)\ }

### Punts singulars
Quan la partícula es troba al centre del moviment:
{\displaystyle \theta =\theta _{0}+\Omega t=0\ {\acute {o}}\ \pi }
- {\displaystyle \phi =0\ }
- {\displaystyle \omega _{m{\grave {a}}x}=\pm \Phi \Omega \ }
- {\displaystyle \alpha =0\ }

Quan la partícula es troba en algun dels extrems:
{\displaystyle \theta =\theta _{0}+\Omega t={\frac {\pi }{2}}\ {\acute {o}}\ {\frac {3\pi }{2}}}
- {\displaystyle \phi _{m{\grave {a}}x}=\pm \Phi \ }
- {\displaystyle \omega =0\ }
- {\displaystyle \alpha _{m{\grave {a}}x}=\pm \Phi \Omega ^{2}\ }

## Relació amb el Moviment Circular

Relació entre el moviment circular i el moviment harmònic

Hi ha una correspondència entre el moviment circular i el moviment harmònic simple. Si formulem un moviment circular uniforme en coordenades rectangulars, el resultat és el següent:
{\displaystyle x=r\cos(\phi _{0}+\omega t)\ }
{\displaystyle y=r\sin(\phi _{0}+\omega t)\ }
Les dues coordenades mirades separadament, es corresponen a un moviment harmònic simple. De la mateixa manera es pot considerar qualsevol moviment harmònic simple generat per un moviment circular uniforme, del qual només es té en compte una coordenada. La velocitat angular, {\displaystyle \omega }, i l'angle inicial,{\displaystyle \phi _{0}}, corresponen a aquest hipotètic moviment circular.